# 乌史大桥镇
乌史大桥镇（羅馬化：Vushydapquop Zhep）原为乌史大桥乡，是中华人民共和国四川省凉山彝族自治州甘洛县下辖的一个乡镇级行政单位。乌史为“乌史觉果”的简称，彝文“梯田”之意。该镇辖区原为煖带密土千户，在乃乃包设有营地，是当地土司岭邦正为维护属地居民利益而建。1957年建大桥乡，1974年更名大桥人民公社，1981年更名乌史大桥人民公社，1985年更名乌史大桥乡:41。
2020年6月，撤销乌史大桥乡、黑马乡，设立乌史大桥镇，以原乌史大桥乡、原黑马乡和原阿兹觉乡卡尔村所属行政区域为乌史大桥镇行政区域。
- 乃乃包村
- 1981年成昆铁路列车坠桥事故事发地利子依达沟和利子依达大桥遗址
- 田坪村和245国道深溪沟大桥
- 瀑布沟水电站

## 行政区划
乌史大桥镇下辖以下地区：
乌史村、乃乃包村、沙都村、木色尔库村、布依村、田坪村和二坪村。